# Anna Fernstädt

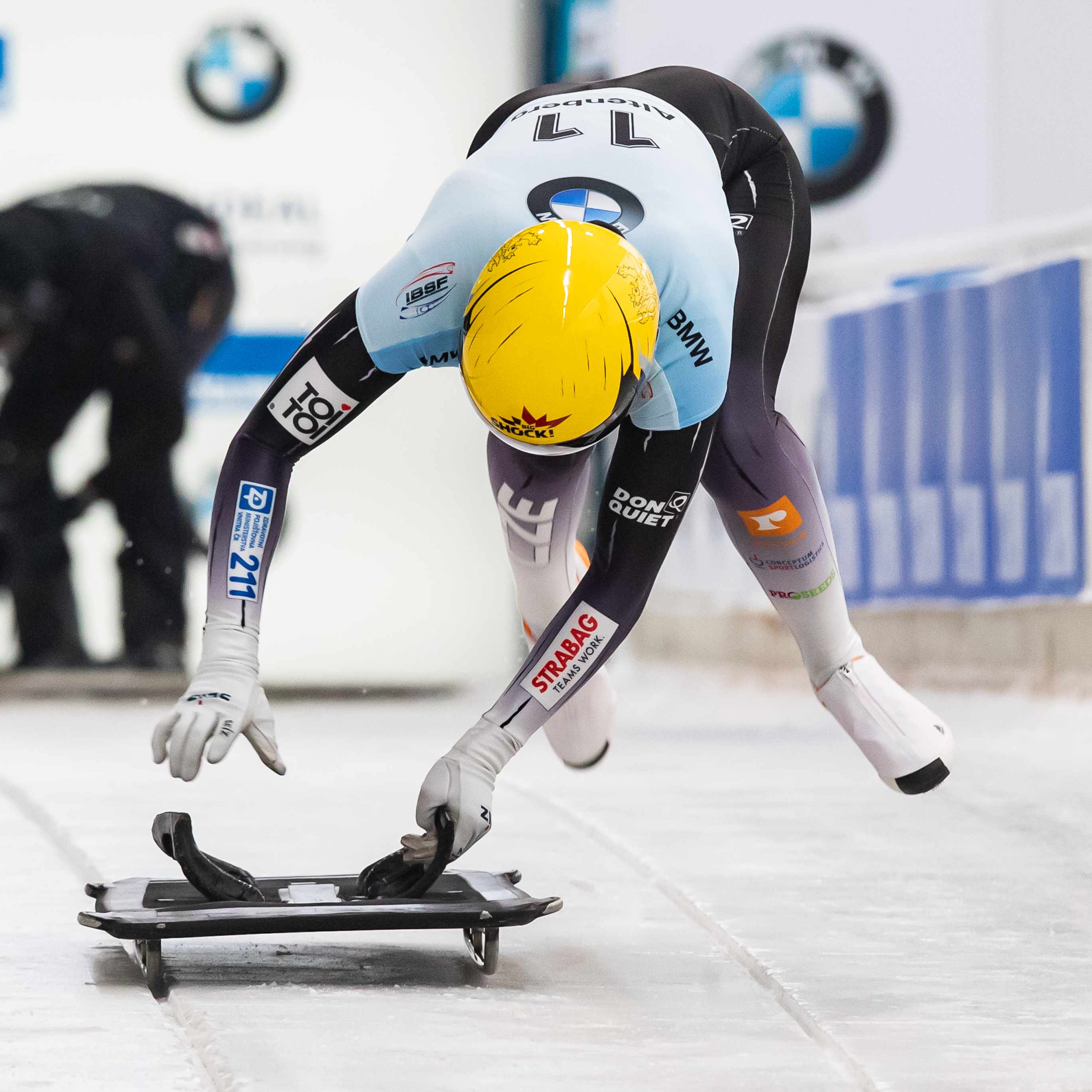
Anna Fernstädt springt auf den Skeleton-Schlitten

Anna Fernstädt (* 23. November 1996 in Prag), auch bekannt als Anna Fernstädtová, ist eine deutsch-tschechische Skeletonpilotin, die zur Saison 2018/19 einen Nationenwechsel von Deutschland nach Tschechien vollzog. Für den DOSB nahm sie 2018 an den Olympischen Winterspielen teil.

## Werdegang
Anna Fernstädt war in ihrer Kindheit und Jugend als Turnerin beim TSV Heusenstamm aktiv und 2011 wechselte sie zum Skeleton. Bereits am 30. Dezember 2011 nahm sie erstmals an einer deutschen Meisterschaft teil und belegte bei dieser in Winterberg den zehnten Rang. Ein Jahr später kam sie bei den deutschen Meisterschaften 2013 auf der Rennschlitten- und Bobbahn Altenberg auf den zwölften Platz.
Vor der Saison 2013/14 nahm Anna Fernstädt am 26. Oktober 2013 an der deutschen Skeleton-Meisterschaft 2014 teil und belegte, wie zwei Jahre zuvor, den zehnten Platz. In der Saison 2013/14 gab sie zudem ihr internationales Debüt im Europacup. Am 22. November 2013 absolvierte sie ihr erstes Rennen und fuhr im DKB-Eiskanal in Altenberg auf den fünften Platz. Einen Tag später belegte sie beim zweiten Rennen in Altenberg den sechsten Platz. Am 7. Dezember 2013 gewann sie auf der Olympia Eiskanal Igls bei ihrem erst dritten Rennen im Europacup ihr erstes Rennen vor ihrer Teamkollegin Maxi Just und der Russin Elina Galijewa. Beim zweiten Rennen in Innsbruck kam sie auf den zweiten Platz. Auf ihrer Heimbahn, der Kunsteisbahn Königssee, konnte sie die beiden Europacup-Rennen gewinnen und siegte dabei vor Just und Kim Meylemans bzw. vor Just und Renata Chusina. Am Ende der Saison gewann sie vor ihren Teamkolleginnen Just und Meylemans die Gesamtwertung.
Für die Saison 2014/15 konnte sich Anna Fernstädt für den Intercontinentalcup qualifizieren. Bei ihrem ersten Rennen am 22. November 2014 in Lillehammer wurde sie auf Anhieb Dritte hinter Rose Mcgrandle und Jacqueline Lölling. Bei den beiden Wettbewerben in Königssee belegte sie erneut jeweils den dritten Platz. Bei der deutschen Meisterschaft 2015 wurde sie Achte und startete anschließend im Europacup, wo sie im letzten Saisonrennen ebenfalls Dritte hinter Lölling und Maxi Just wurde. Am Ende des Intercontinentalcups belegte sie in der Gesamtwertung mit 378 Punkten den zwölften Platz und in der Europacup-Gesamtwertung mit 150 Punkten den 15. Platz. Zum Abschluss der Saison 2014/15 nahm sie zum ersten Mal an der Juniorenweltmeisterschaft in Altenberg teil und belegte beim Sieg von Lölling den fünften Platz.
Im Winter 2015/16 startete Fernstädt erneut im Intercontinentalcup. Nachdem sie am 19. November 2015 in Lake Placid beim ersten Saisonrennen den zweiten Platz belegt hatte, siegte sie am 14. und 15. Januar 2016 in Königssee jeweils vor der Lettin Lelde Priedulēna und der Kanadierin Lanette Prediger. Am Ende der Saison belegte sie in der Gesamtwertung den dritten Platz hinter Katie Uhlaender aus den USA und Prediger. Bei den deutschen Meisterschaften 2016, die zwischen dem 27. Und den 30. Dezember 2015 auf den DKB-Eiskanal in Altenberg ausgetragen wurden, gewann sie mit der Bronzemedaille hinter Tina Hermann und Jacqueline Lölling ihre erste DM-Medaille. Bei der Juniorenweltmeisterschaft 2016 hokte sie ebenfalls die Bronzemedaille hinter Priedulēna und Kimberley Bos aus den Niederlanden.
Nachdem sie sowohl den Europacup-Wettbewerb in Sigulda als auch die beiden Intercontinentalcup-Wettbewerbe auf der Kunsteisbahn Königssee gewinnen konnte, stieg Fernstädt zur Saison 2016/17 in den Skeleton-Weltcup auf und absolvierte am 2. Dezember 2016 ihr erstes Weltcuprennen. Im kanadischen Whistler belegte sie den achten Platz. Nachdem sie als Vierte in Lake Placid und Altenberg jeweils knapp einen Podestplatz verpasst hatte, konnte sie in Königssee auf ihrer Heimbahn am 27. Januar 2017 mit dem dritten Platz ihren ersten Podestplatz im Weltcup bejubeln. Hinter Jacqueline Lölling und Tina Hermann komplettierte sie den Dreifacherfolg der deutschen Skeletonpilotinnen. Am Ende der Saison belegte sie im Gesamtweltcup den achten Platz. Zudem hatte sie sich für die Weltmeisterschaft 2017 auf der Kunsteisbahn Königssee qualifiziert. Als Viertplatzierte verpasste sie im Einzel knapp eine Medaille. Im Teamwettbewerb gehörte sie zum internationalen Team, das aus rumänischen und deutschen Athleten bestand, und gemeinsam gewannen sie hinter den beiden deutschen Mannschaften die Bronzemedaille.
Zur Saison 2017/18 verlor sie ihren Startplatz im Skeleton-Weltcup und wurde nur im Intercontinental-Cup 2017/18 eingesetzt. Nach ihrem Sieg in Whistler und den beiden Siegen in Calgary erkämpfte sie sich ihren Weltcup-Platz zurück und konnte im Weltcup 2017/18 zum zweiten Mal auf das Podest fahren. Beim Heimweltcup in Altenberg belegte sie hinter Lölling und Hermann den dritten Platz. Am Ende der Saison belegte sie im Gesamtweltcup den zehnten Platz. Bei der Junioren-WM 2018 auf dem Olympia Bob Run St. Moritz–Celerina wurde sie am 25. Januar 2018 vor Julija Kanakina aus Russland und ihrer Teamkollegin Susanne Kreher zum ersten Mal Juniorenweltmeisterin. Zudem wurde sie vom DOSB neben  Lölling und Hermann für die Olympischen Winterspiele 2018 in der koreanischen Stadt Pyeongchang nominiert und setzte sich dabei gegen Sophia Griebel durch. Im Olympic Sliding Centre belegte sie als drittbeste Deutsche den sechsten Platz und rundete damit das sehr gute Mannschaftsergebnis ab.
Am 4. Mai 2018 gab Fernstädt bekannt, dass sie den BSD und Deutschland verlassen werde und in ihre andere Heimat Tschechien zurückkehrt; eine Fortsetzung ihrer sportlichen Karriere ließ sie zunächst offen. Am 6. Juni teilte sie mit, fortan für Tschechien anzutreten. Da der tschechische Bob- und Skeleton-Verband über keinen Quotenplatz im Weltcup verfügte, konnte sie jedoch nur für den Europacup und den Intercontinentalcup gemeldet werden. Seit ihrem Verbandswechsel wird sie von dem ehemaligen polnischen Bobfahrer Dawid Kupczyk trainiert und startet unter dem Namen Anna Fernstädtová.
Am 15. November 2018 bestritt sie ihr erstes Rennen für Tschechien bei einem Wettbewerb. Beim Intercontinental-Cup auf dem Olympia Eiskanal Igls belegte sie den sechsten Platz. Bei den Intercontinental-Cup-Wettbewerben in der Veltins-Eisarena am 23. und 24. November belegte sie jeweils den dritten Platz hinter der Britin Laura Deas und der Österreicherin Janine Flock. Am 11. Januar 2019 wollte sie bei der Europameisterschaft auf ihrer Heimbahn an den Start gehen. Doch die Wettbewerbe mussten witterungsbedingt abgesagt werden und wurden eine Woche später in Innsbruck nachgeholt. Dort war Fernstädt nicht am Start, sondern nahm am Intercontinental-Cup in Lake Placid teil, der am gleichen Wochenende ausgetragen wurde. Dabei erzielte sie am 19. Januar 2019 mit dem zweiten Platz hinter Susanne Kreher aus Deutschland und Kelly Curtis aus den USA ihr bestes Intercontinental-Cup-Ergebnis für Tschechien.
Am Ende der Saison 2018/19 gewann Anna Fernstädt mit 800 Punkten vor Ashleigh Fay Pittaway aus Großbritannien und Megan Henry aus den USA die Gesamtwertung im Intercontinental-Cup und sorgte damit für ein historisches Ereignis, denn erstmals in der Skeleton-Geschichte war bei einer Siegerehrung die Nationalhymne von Tschechien zu hören. Am 3. Februar 2019 ging sie auf ihrer Heimbahn in Königssee bei den Juniorenweltmeisterschaften 2019 an den Start und siegte dabei vor der Belgierin Kim Meylemans und der Brittin Ashley Fay Pittaway. Dadurch gelang ihr als erst dritte Skeletonpilotin nach Kathleen Lorenz und Jacqueline Lölling die Verteidigung des Juniorenweltmeistertitels. Durch den Gewinn des Titels qualifizierte sie sich für die Weltmeisterschaft 2019 im kanadischen Whistler. Beim deutschen Dreifachsieg belegte sie den vierten Platz und sorgte für das beste Ergebnis einer tschechischen Skeletonpilotin in der Geschichte.
Durch ihre Ergebnisse in der Saison 2018/19 qualifizierte sich Fernstädt für den Weltcup 2019/20. Zuvor ging sie im Nordamerikacup an den Start. Ihr Debüt in dieser Rennserie gab sie am 20. November 2019 in Lake Placid und belegte hinter Katie Uhlaender und vor Jaclyn Narracott den zweiten Platz. Einen Tag später belegte sie erneut den zweiten Platz, diesmal hinter Uhlaender und vor Mystique Ro. In Lake Placid feierte Fernstädt am 7. Dezember 2019 ihre Rückkehr in den Weltcup und debütierte als tschechische Starterin. In diesem Wettbewerb belegte sie den siebten Platz, den sie eine Woche später beim zweiten Wettbewerb in Lake Placid bestätigen konnte. In Königssee konnte sie mit dem achten Platz erneut ein Top-Ten-Resultat erzielen. Am Ende der Saison belegte sie in der Weltcup-Gesamtwertung den neunten Platz mit 1084 Punkten.
Am 9. Februar 2020 startete Fernstädt letztmals bei einer Juniorenweltmeisterschaft und gewann diese in der Veltins-Eisarena in Winterberg vor den beiden deutschen Starterinnen Susanne Kreher und Hannah Neise. Damit konnte sie als erste Skeletonpilotin dreimal Juniorenweltmeisterin werden. Bei den Männern ist es Nikita Tregubow gelungen, die Juniorenweltmeisterschaften bis 2017 dreimal und insgesamt viermal zu gewinnen. Als Juniorenweltmeisterin erhielt Anna Fernstädt für die Weltmeisterschaften 2020 im sächsischen Altenberg ein persönliches Startrecht. Auf der Rennschlitten- und Bobbahn Altenberg belegte sie nach vier Läufen den siebten Platz.

## Erfolge

### Weltmeisterschaften
- 2017:  Team-Wettbewerb
- 2025:  Einzel-Wettbewerb

### Intercontinentalcup-Siege
| Nr. | Datum             | Ort       | Bahn                               |
| --- | ----------------- | --------- | ---------------------------------- |
| 1.  | 14. Januar 2016   | Königssee | Kunsteisbahn Königssee             |
| 2.  | 15. Januar 2016   | Königssee | Kunsteisbahn Königssee             |
| 3.  | 17. November 2016 | Königssee | Kunsteisbahn Königssee             |
| 4.  | 18. November 2016 | Königssee | Kunsteisbahn Königssee             |
| 5.  | 4. November 2017  | Whistler  | Whistler Sliding Centre            |
| 6.  | 12. November 2017 | Calgary   | Bob- und Rennschlittenbahn Calgary |
| 7.  | 13. November 2017 | Calgary   | Bob- und Rennschlittenbahn Calgary |

### Europacup-Siege
| Nr. | Datum            | Ort        | Bahn                   |
| --- | ---------------- | ---------- | ---------------------- |
| 1.  | 7. Dezember 2013 | Österreich | Olympia Eiskanal Igls  |
| 2.  | 11. Januar 2014  | Königssee  | Kunsteisbahn Königssee |
| 3.  | 12. Januar 2014  | Königssee  | Kunsteisbahn Königssee |
| 4.  | 4. November 2016 | Lettland   | Rodelbahn Sigulda      |

## Privates
Anna Fernstädt war Polizeibeamtin bei der Spitzensportförderung der Bayerischen Polizei, ihr Dienstort war das Fortbildungsinstitut der Bayerischen Polizei in Ainring. Aktuell studiert sie an der Vysoká škola finanční a správní (Universität für Finanzen und Verwaltung) in Prag.